# Wolf von Schilgen
Wolf von Schilgen (* 28. September 1917 in Münster eigentlich Wolf Egon von Schilgen, auch als Wolf-Egon Friedrich Baron von Schilgen-Arnsberg; † 18. Mai 2015 in Großgmain) war ein österreichischer Schriftsteller, Publizist, Journalist und Kolumnist deutscher Herkunft.

## Leben

### Herkunft, Ausbildung, Berufsweg
Wolf Egon von Schilgen wurde 1917, noch in der Monarchie des Königreich Preußen, in eine aristokratische Familie hineingeboren. Seine Mutter war Elisa Baronin von Schilgen (1882–1941); sein Vater, Alfred Baron von Schilgen (1878–1943), war Offizier und sei ein „Humanist mit Leib und Seele“ gewesen. Dies habe seine Kinder- und Jugendjahre geprägt. Im Jahr 1923 kam er mit seinen Eltern in die Südsteiermark, die Familie hatte hier einen Sommersitz besessen. Er besuchte in Graz das Realgymnasium und studierte nach der Matura Germanistik an der Universität Graz. Nebenbei widmete er sich der Fliegerei und wurde Pilot, seine Leidenschaft war der Kunstflug. Nach der sogenannten Machtergreifung durch die Nationalsozialisten in seinem Heimatland, wurde er, als damals deutscher Staatsbürger nach dem Studium im Jahr 1938 zum Reichsarbeitsdienst eingezogen. Er diente während des Zweiten Weltkriegs als Flugzeugführer der deutschen Luftwaffe und flog als Sturzkampfpilot – er habe jedoch „keinen einzigen Menschen getötet.“
Nach dem Krieg wurde von Schilgen nach eigenen Angaben von einem Hans Obonja am Wiener Burgtheater zum Schauspieler ausgebildet. In weiteren Jahren veröffentlichte er „weit über 1000 Beiträge und Kolumnen“ in verschiedenen Zeitungen und Zeitschriften und war Herausgeber und Chefredakteur ebensolcher. Unter anderem war er von 1985 bis 1993 als Kolumnist für die Salzburger Nachrichten tätig. Ab August 1993 publizierte er unter dem Label Continent im eigenen Verlag von Schilgen GmbH mit Sitz in Großgmain seine Bücher; er brachte diese hauptsächlich unter dem Reihentitel Der lachende Satiriker heraus.

### Privat
Im Jahr 1946 wurde Wolf Egon von Schilgen österreichischer Staatsbürger und verlegte seinen Wohnsitz dauerhaft nach Großgmain bei Salzburg, teilweise lebte er auch in London.
Von Schilgen, Vater von drei Töchtern aus erster Ehe und vielfacher (Ur-)Großvater, war verheiratet mit Eva Maria von Schilgen (* 17. Juni 1948 in Wien), Tochter von Walter von Hoesslin. Am 18. Mai 2015 ist er im Alter von 97 Jahren in seinem Wohnort Großgmain verstorben. Er ist auf dem Ortsfriedhof von Großgmain begraben.

### Ehrenämter
Ehrenamtlich war von Schilgen als Vizepräsident des Steiermärkischen Schriftsteller- und Journalistenverbandes, als Leiter des Staatspolitischen Informationsdienstes (STAD) und als Vizepräsident der Liga der Vereinten Nationen engagiert.
Gemeinsam mit seiner Ehefrau Eva Maria unterstützte Wolf von Schilgen die Paracelsus Medizinische Privatuniversität (PMU) in Salzburg, sowohl finanziell als auch durch Zeiteinsatz. Er unterrichtete dort für junge Ärzte ein Programm namens „doctrina vitae“, es sei eine Art Lehre des Lebens gewesen. Im Jahr 2012 schenkte das Ehepaar über eine Stiftung der PMU zwei Häuser.

### Auszeichnungen (Auswahl)
- 1930er/1940er Jahre: Goldenes Pilotenabzeichen (Golden Award) des Königreiches Italien
- Mitglied des Athenaeums für Kunst und Wissenschaft in London
- Ehrenurkunde der Internationalen Robert-Stolz-Gesellschaft
- Golden Pin der League of United Nations
- Goldenes Verdienstzeichen des Landes Salzburg
- 2002: Stadtsiegel der Landeshauptstadt Salzburg
- September 2007: Stadtsiegel in Gold der Landeshauptstadt Salzburg

## Veröffentlichungen
- Mir fällt kein Titel ein. Satiren. Druckhaus Nonntal Bücherdienst, Salzburg 1985 (Selbstverlag).
- Der Beistrich. Druckhaus Nonntal Bücherdienst, Salzburg 1986 (Selbstverlag).
- Sie sind willkommen, Sir! Londoner Impressionen. Druckhaus Nonntal 1988 (Selbstverlag).
- Die Bekenntnisse eines gestreßten Ehemannes. Satire (= Der lachende Satiriker.) Continent, Großgemain 1993, ISBN 3-901375-04-X.
- Was kostet die Venus? Künstler, Narren, Sensationen. Continent, Großgemain 1994, ISBN 3-901375-05-8.
- Mit heiterer Gelassenheit. Satiren (= Der lachende Satiriker.) Continent, Großgemain 1996.
- Man(n) hat’s nicht leicht! Satiren (= Der lachende Satiriker.) Continent, Großgemain 1999.
- Nicht ohne (m)eine Frau. (= Der lachende Satiriker.) Continent, Großgemain 2002, ISBN 978-3-901375-08-8.
- Man(n) glaubt es nicht. Continent, Großgemain 2004, ISBN 978-3-901375-09-5 (= Der lachende Satiriker).
- Als Deutscher geboren. (Autobiographie) Continent, Großgmain 2006, ISBN 978-3-901375-50-7.
- So ist das Leben – eben! … Oder auch nicht! (= Der lachende Satiriker.) Illustriert von Renate Geretsegger-Glaser. Continent, Großgmain 2008, ISBN 978-3-901375-10-1.
- Liebe, Triebe und Gefühle! (= Der lachende Satiriker.) Illustriert von Renate Geretsegger-Glaser. Continent, Großgmain 2010, ISBN 978-3-901375-11-8.